# Brizeaux
Brizeaux je francouzská obec v departementu Meuse v regionu Grand Est. Žije zde 62 obyvatel.

## Geografie
Obec leží u hranic departementu Meuse s departementem Marne.

### Sousední obce
| Růžice kompasu |                  | Beaulieu-en-Argonne |                        | Růžice kompasu |
| Růžice kompasu | Éclaires (Marne) | Sever               | Foucaucourt-sur-Thabas | Růžice kompasu |
| Růžice kompasu | Éclaires (Marne) | Brizeaux            | Foucaucourt-sur-Thabas | Růžice kompasu |
| Růžice kompasu | Éclaires (Marne) | Jih                 | Foucaucourt-sur-Thabas | Růžice kompasu |
| Růžice kompasu | Seuil-d'Argonne  |                     |                        | Růžice kompasu |